# Batalla d'Adrianòpolis (1355)
La batalla d'Adrianòpolis de 1355 fou un enfrontament entre Sèrbia i l'Imperi Romà d'Orient.
Després de la seva derrota a Demòtica el 1352, el sobirà serbi Esteve Dušan (Uros IV) no es va aturar i va seguir conquerint els Balcans fins que el 1355 va derrotar decisivament els romans d'Orient a Adrianòpolis i va ocupar la ciutat.